# Merkourios Angeliades
Merkourios Angeliades, també conegut com a Mike Angeliades, (20 de novembre de 1941, Simi, Grècia) és un empresari grec. Té una esposa i quatre filles i fundà l'Església Ortodoxa Grega Arcàngel Miquel de Roslyn a Nova York.
El 1960 va arribar als Estats Units d'Amèrica. El 1965 fundà ANT Construction, una empresa constructora. El 1969 cofundà Magnetic Construction Corp. El 1991 fundà M.A. Angeliades Inc., una empresa de contractació per a construccions amb seu al barri de Queens a Nova York per Merkourios Angeliades, aleshores president de l'empresa.
El 2001 M.A. Angeliades Inc. va perdre un plet contra una empresa vidriera (Jaidan Industries) a la qual es negava pagar després d'haver acordat que li fabricaria vidres.
Angeliades, sa filla Irena Angeliades, vice-presidenta de l'empresa i l'executiu Dimitri Malakidis van ser acusats el 2009 de crims (furt major, falsificació de registres de negocis i suborn) i declarats culpables el 2010 per pagar a tres-cents treballadors menys que allò que devien pel treball d'hores extra sumant un total de 600.000 dòlars americans. Després dels fets criminals l'empresa va ser sancionat i li era prohibit participar en projectes públics fins al 2015 per sanció de l'Autoritat Escolar de Construccions de Nova York.
El 2013 guanyà el premi de Distingit Hel·lènic de l'any a la 76 Gala Anual de Beca «Celebrant la Excel·lència a la Ciència».
El 2015 l'empresa M.A. Angeliades sota la seua direcció adquirí una propietat, situada a l'illa de Rodes, amb l'estatut d'entitat de propòsit especial.
Diversos anys ha donat a polítics del Partit Demòcrata dels Estats Units.